# Ново-Георгиевское (Северная Осетия)
Ново-Гео́ргиевское (осет. Уæллагхъæу) — село в Моздокском районе Республики Северная Осетия — Алания. 
Входит в состав муниципального образования «Веселовское сельское поселение».

## География
Селение расположено у левобережья реки Терек, в северо-восточной части Моздокского района. Находится в 1 км к северо-востоку от районного центра Моздок и в 90 км к северу от города Владикавказ.
Граничит с землями населённых пунктов: Моздок на юго-западе, Троицкое на западе и Весёлое на северо-востоке.
Населённый пункт расположен на восточной окраине наклонной Кабардинской равнины. Рельеф местности преимущественно равнинный, с курганными и бугристыми возвышенностями в некоторых местах. Вдоль западной окраины села тянутся невысокие обрывы. Средние высоты составляют около 136 метров над уровнем моря.
Гидрографическая сеть на территории села представлена представлена в основном рекой Терек. К северу от населённого пункта проходит канал «Бурунный», которым орошают сельскохозяйственные угодья сельского поселения.
Климат влажный умеренный. Среднегодовая температура воздуха составляет +10,5°С. Температура воздуха в среднем колеблется от +23,5°С в июле, до -2,8°С в январе. Среднегодовое количество осадков составляет около 520 мм. Основное количество осадков выпадает в период с мая по июль. В конце лета часты суховеи, дующие из территории Прикаспийской низменности.

## История
Селение основано в 1906 году осетинами, переселенцами из верховьев Куртатинского ущелья и был административно прикреплён к селу Троицкое.
В годы Великой Отечественной войны село сильно пострадало в ходе Моздок-Малгобекской операции в сентябре 1942 года.
В 1944 году вместе с городом Моздок и его окрестностями, село было передано в состав Северо-Осетинской АССР. В том же году село было включено в состав новообразованного Веселовского сельского Совета.

## Население
| 2002 | 2010 | 2021 |
| ---- | ---- | ---- |
| 735  | ↗755 | ↘717 |

Национальный состав
По данным Всероссийской переписи населения 2010 года:
| Народ      | Численность, чел. | Доля от всего населения, % |
| ---------- | ----------------- | -------------------------- |
| осетины    | 618               | 81,8 %                     |
| русские    | 106               | 14,0 %                     |
| кабардинцы | 8                 | 1,1 %                      |
| кумыки     | 8                 | 1,1 %                      |
| другие     | 15                | 2,0 %                      |
| всего      | 755               | 100 %                      |

## Здравоохранение
- Фельдшерско-акушерский пункт — ул. Почтовая, 7.

## Инфраструктура
Из-за близости города Моздок и административного центра — села Весёлое, в селе слабо развита социальная инфраструктура.
В советское время в селе действовала средняя общеобразовательная школа, которая в последующем была заброшена из-за оттока населения из села.
Также к югу от села проходит железнодорожная ветка, связывающая станции — Прохладная и Гудермес.

## Улицы
| Братьев Гасиевых |
| Дзарохохова      |

| Иристонская |
| Почтовая    |

| Степная |